# Padre Pedro Chien
Padre Pedro Chien è un comune del Venezuela situato nello stato del Bolívar.
Il capoluogo del comune è la città di El Palmar.